# Linda Gorman
Linda Gorman, née le 17 novembre 1953 à Dublin en Irlande, est une footballeuse internationale irlandaise devenue ensuite entraîneuse. Elle fait partie de la toute première équipe féminine d'Irlande disputant un match international en 1973 avant de devenir en 1991 la première femme sélectionneuse de l'équipe nationale féminine.

## Carrière

### En club
Linda Gorman grandit à Ballygall, un petit quartier périphérique au nord de Dublin. Elle a sept frères et trois sœurs. Elle joue au football dans de nombreux clubs de Dublin qui disputent la Dublin Ladies Football League puisqu'aucun championnat national n'existe alors.
Gorman occupe le poste de défenseuse centrale avec la réputation d'être particulièrement tenace.
Elle commence à jouer pour le club de la Civil Defence

### En équipe nationale
En 1972, alors que l'UEFA vient à peine de reconnaître la pratique féminine du football, Linda Gorman est appelée dans une équipe de « championnes irlandaises » pour une tournée en France contre le Stade de Reims. Cette proto-sélection est invitée à jouer quatre matchs contre l'équipe championne de France. 
La première sélection officielle en équipe nationale arrive l'année suivante. En mai 1973 elle dispute la première rencontre officielle de l'équipe nationale féminine contre le pays de Galles. Les irlandaises l'emportent à Llanelli sur le score de 3 buts à 2. 

Après une rencontre des éliminatoires à l'Euro 1987 disputée à domicile en mai 1985 contre l'Irlande du Nord, le célèbre jopurnaliste sportif irlandais Con Houlihan écrit : 

« Le vétéran est aujourd'hui une fille qui a l'air d'être encore à l'école. Je l'ai vue jouer pour la première fois il y a environ huit ans, contre l'équipe nationale de football féminin du Pays de Galles à Tolka Park. Elle a été brillante ce jour-là et, depuis, elle a accumulé vingt-cinq sélections. Elle s'appelle Linda Gorman - hier, elle était capitaine et arrière gauche. C'est une petite fille, mais elle mettrait des manières à Norman Whiteside. »

### Carrière d'entraîneur
En 1991 Linda Gorman succède à Fran Rooney au poste de sélectionneuse de l'équipe nationale irlandaise. Elle est alors la toute première femme à occuper ce poste. Elle reste en poste pendant une année avant d'être remplacée, faute de résultats positifs,  par Mick Cooke.
Après son éviction de l'équipe nationale et face à une posture de la Fédération féminine qu'elle considère comme trop amateure, elle prend en main les garçons de moins de 15 ans du Home Farm Football Club. Elle les emmène vers le titre national de leur classe d'âge puis renouvelle son succès la saison suivante en moins de 16 ans.

## Hommages
En novembre 2022, Linda Gorman est introduite dans le Hall of fame de la fédération d'Irlande de football en même temps que Shay Given.

## Source
- (en) John O'Shea, Republic of Ireland Women : A Biography in nine lives, Lucan, Hero Books, 2023, 213 p. (ISBN 978-1-910827-79-6), p. 61-71.